# 黒沢五郎
黒沢 五郎（くろさわ ごろう）は、幕末の水戸藩士。第一次東禅寺事件と坂下門外の変の実行犯である。諱は保高（やすたか）。

## 生涯
父親の黒沢俊平は水戸藩の郷医だったという。桜田門外の変後の7月、西丸帯刀と桂小五郎との間で「丙辰丸成破の盟」（水長の盟約とも）という外国人襲撃や幕閣暗殺などを目的とした連携協定が結ばれると、その実行者として活動した。文久元年（1861年）5月28日に有賀半弥ら13名と東禅寺の英国仮公使館を襲撃した（第一次東禅寺事件）。しかし失敗して西丸のもとに潜伏する。だが幕吏の追捕が迫ったため、奥州方面に逃走した。
文久2年（1862年）1月15日、平山兵介、小田彦三郎、高畑総次郎、河野顕三、川本杜太郎と共に老中の安藤信正を襲撃したが、闘死した（坂下門外の変）。享年30（あるいは19）。1902年（明治35年）贈従五位。
西丸は黒沢の死を悼んで、自邸に彼の追悼碑を建立したという。